# Marini (miasto Prijedor)
Marini (cyr. Марини) – wieś w Bośni i Hercegowinie, w Republice Serbskiej, w mieście Prijedor. W 2013 roku liczyła 129 mieszkańców.